# 克爾卡河 (薩瓦河支流)
45°53′37″N 15°36′1″E / 45.89361°N 15.60028°E

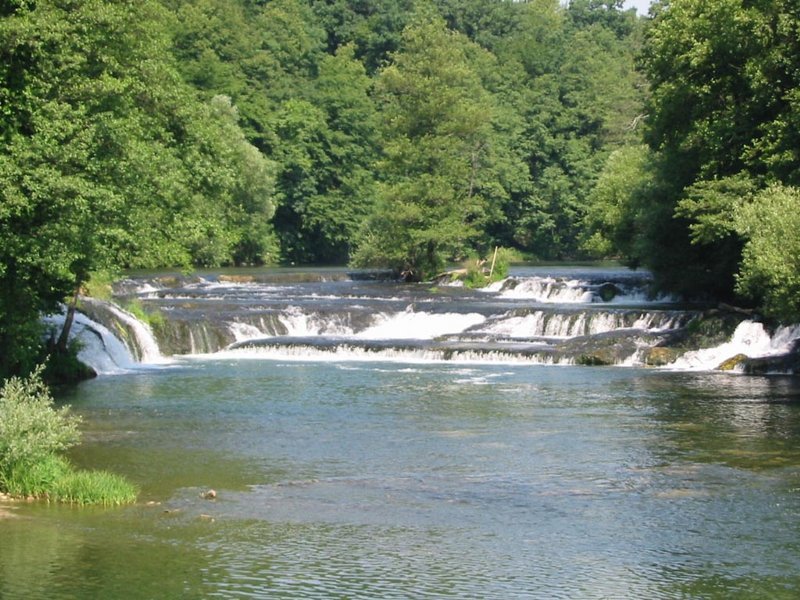

克爾卡河，是斯洛文尼亞的河流，位於該國東南部，屬於薩瓦河的右支流，發源自伊萬奇納戈里察，河道全長94.6公里，流域面積2247平方公里。